# Itapecerica da Serra
Itapecerica da Serra är en stad och kommun i Brasilien och ligger i delstaten São Paulo. Staden ingår i São Paulos storstadsområde och hade år 2010 cirka 151 000 invånare.